# Saint-Pavace
Saint-Pavace est une commune française du département de la Sarthe, dans la région Pays de la Loire, peuplée de 2 002 habitants.
La commune fait partie de la province historique du Maine, et se situe dans le Haut-Maine (Maine roux).

## Géographie
Située au nord de la ville du Mans, elle est traversée par la Sarthe.
|                         | Saint-Saturnin | Neuville-sur-Sarthe |
| La Chapelle-Saint-Aubin | Saint-Pavace   |                     |
| Le Mans                 |                | Coulaines           |

### Climat
Pour des articles plus généraux, voir Climat des Pays de la Loire et Climat de la Sarthe.
En 2010, le climat de la commune est de type climat océanique dégradé des plaines du Centre et du Nord, selon une étude du CNRS s'appuyant sur une série de données couvrant la période 1971-2000. En 2020, Météo-France publie une typologie des climats de la France métropolitaine dans laquelle la commune est dans une zone de transition entre le climat océanique et le climat océanique altéré et est dans la région climatique  Moyenne vallée de la Loire, caractérisée par une bonne insolation (1 850 h/an) et un été peu pluvieux. 
Pour la période 1971-2000, la température annuelle moyenne est de 11,2 °C, avec une amplitude thermique annuelle de 14,5 °C. Le cumul annuel moyen de précipitations est de 708 mm, avec 11,5 jours de précipitations en janvier et 7 jours en juillet. Pour la période 1991-2020, la température moyenne annuelle observée sur la station météorologique de Météo-France la plus proche, sur la commune du Mans à 4 km à vol d'oiseau, est de 12,4 °C et le cumul annuel moyen de précipitations est de 693,4 mm,. Pour l'avenir, les paramètres climatiques de la commune estimés pour 2050 selon différents scénarios d'émission de gaz à effet de serre sont consultables sur un site dédié publié par Météo-France en novembre 2022.

## Urbanisme
Le centre-ville est composé de l'église, de la mairie et d'un petit centre commercial.

### Typologie
Au 1er janvier 2024, Saint-Pavace est catégorisée ceinture urbaine, selon la nouvelle grille communale de densité à sept niveaux définie par l'Insee en 2022.
Elle appartient à l'unité urbaine du Mans, une agglomération intra-départementale regroupant 19  communes, dont elle est une commune de la banlieue,,. Par ailleurs la commune fait partie de l'aire d'attraction du Mans, dont elle est une commune de la couronne,. Cette aire, qui regroupe 144 communes, est catégorisée dans les aires de 200 000 à moins de 700 000 habitants,.

### Occupation des sols
L'occupation des sols de la commune, telle qu'elle ressort de la base de données européenne d’occupation biophysique des sols Corine Land Cover (CLC), est marquée par l'importance des territoires agricoles (65,1 % en 2018), en diminution par rapport à 1990 (80,9 %). La répartition détaillée en 2018 est la suivante : 
prairies (36,9 %), terres arables (23,3 %), zones urbanisées (22,8 %), forêts (8 %), zones agricoles hétérogènes (4,9 %), zones industrielles ou commerciales et réseaux de communication (4,1 %). L'évolution de l’occupation des sols de la commune et de ses infrastructures peut être observée sur les différentes représentations cartographiques du territoire : la carte de Cassini (XVIIIe siècle), la carte d'état-major (1820-1866) et les cartes ou photos aériennes de l'IGN pour la période actuelle (1950 à aujourd'hui).

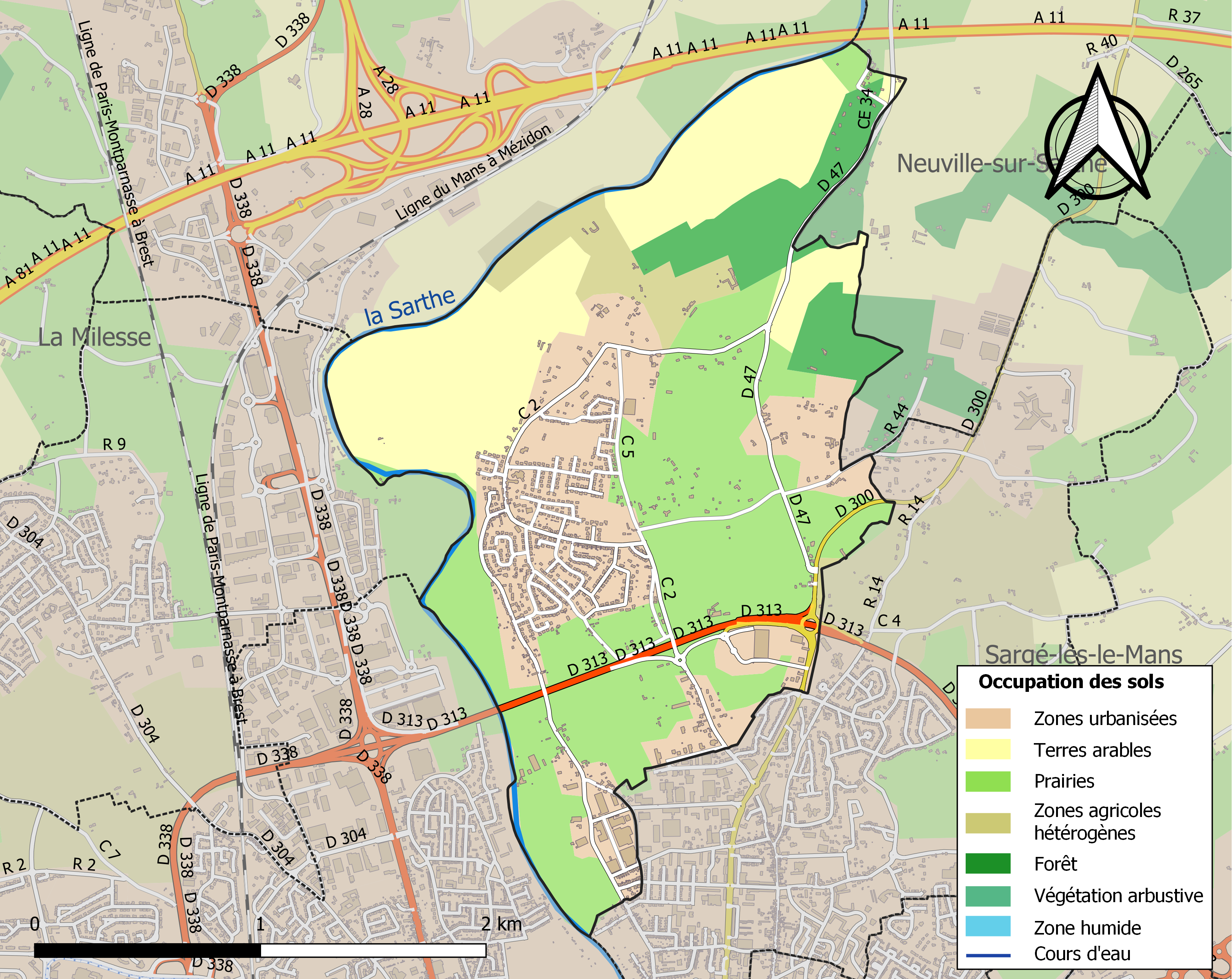
Carte des infrastructures et de l'occupation des sols de la commune en 2018 (CLC).

## Toponymie
Le gentilé est Palvinéen.

## Politique et administration

### Intercommunalité
La commune fait partie de la communauté de communes des Rives de Sarthe.

## Démographie
L'évolution du nombre d'habitants est connue à travers les recensements de la population effectués dans la commune depuis 1793. Pour les communes de moins de 10 000 habitants, une enquête de recensement portant sur toute la population est réalisée tous les cinq ans, les populations de référence des années intermédiaires étant quant à elles estimées par interpolation ou extrapolation. Pour la commune, le premier recensement exhaustif entrant dans le cadre du nouveau dispositif a été réalisé en 2008.
En 2022, la commune comptait 2 002 habitants, en évolution de +3,84 % par rapport à 2016 (Sarthe : −0,25 %, France hors Mayotte : +2,11 %).
| 1793 | 1800 | 1806 | 1821 | 1831 | 1836 | 1841 | 1846 | 1851 |
| ---- | ---- | ---- | ---- | ---- | ---- | ---- | ---- | ---- |
| 308  | 242  | 256  | 298  | 312  | 310  | 316  | 326  | 302  |

| 1856 | 1861 | 1866 | 1872 | 1876 | 1881 | 1886 | 1891 | 1896 |
| ---- | ---- | ---- | ---- | ---- | ---- | ---- | ---- | ---- |
| 348  | 336  | 346  | 333  | 302  | 320  | 351  | 388  | 351  |

| 1901 | 1906 | 1911 | 1921 | 1926 | 1931 | 1936 | 1946 | 1954 |
| ---- | ---- | ---- | ---- | ---- | ---- | ---- | ---- | ---- |
| 363  | 356  | 350  | 313  | 334  | 336  | 316  | 361  | 417  |

| 1962 | 1968 | 1975 | 1982  | 1990  | 1999  | 2006  | 2008  | 2013  |
| ---- | ---- | ---- | ----- | ----- | ----- | ----- | ----- | ----- |
| 477  | 604  | 802  | 1 700 | 1 698 | 1 799 | 1 841 | 1 853 | 1 943 |

| 2018  | 2022  | - | - | - | - | - | - | - |
| ----- | ----- | - | - | - | - | - | - | - |
| 1 921 | 2 002 | - | - | - | - | - | - | - |

## Lieux et monuments
- L'église Saint-Pavace.
- Château de Chêne-de-Coeur : façades, toitures, grand escalier du logis, pédiluve, le jardin et ses murs de clôture et allées sont classés aux monuments historiques en date du 23 septembre 2016[23], propriété de la famille Ogier d'Ivry.

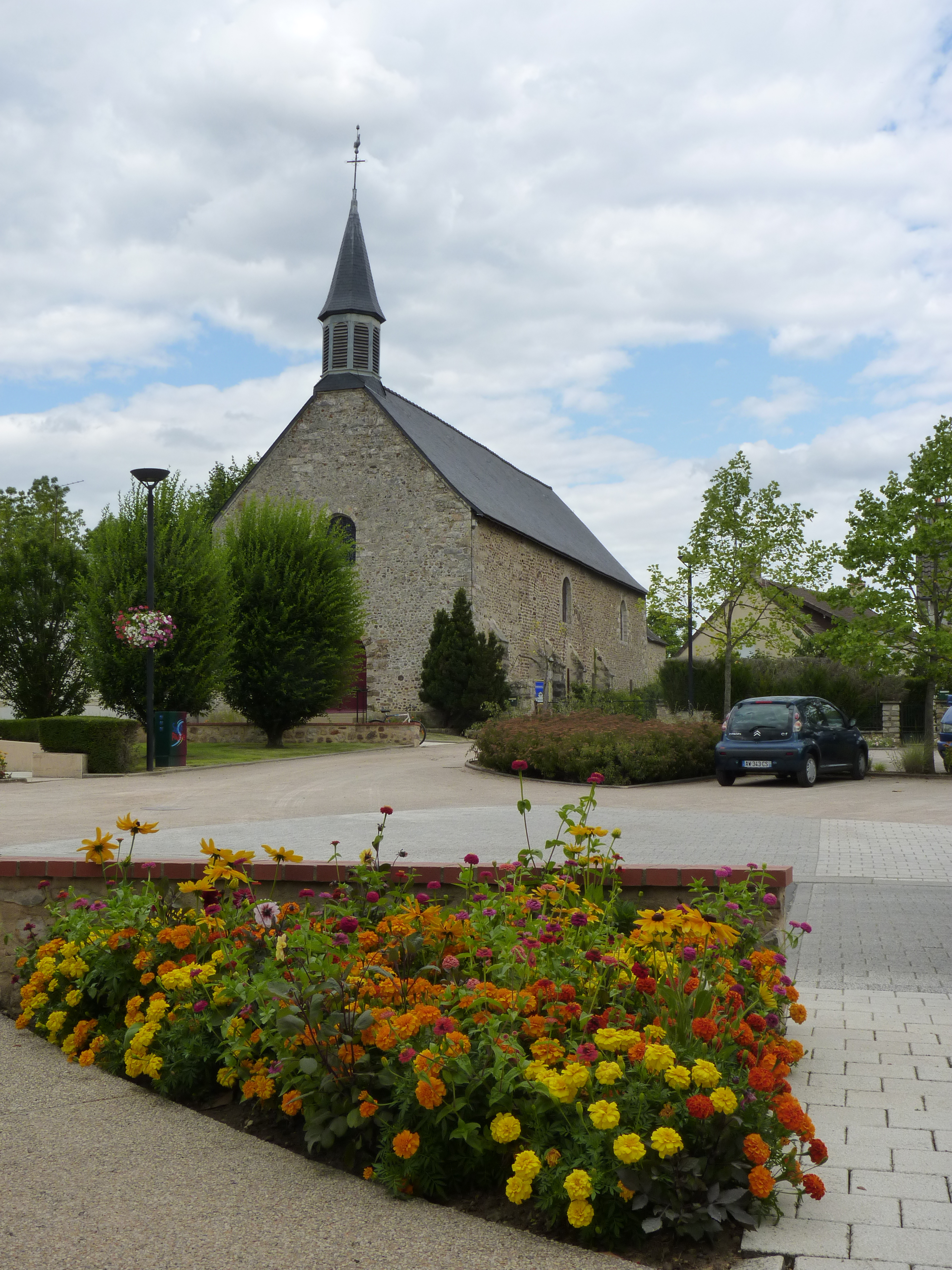
L'église Saint-Pavace.
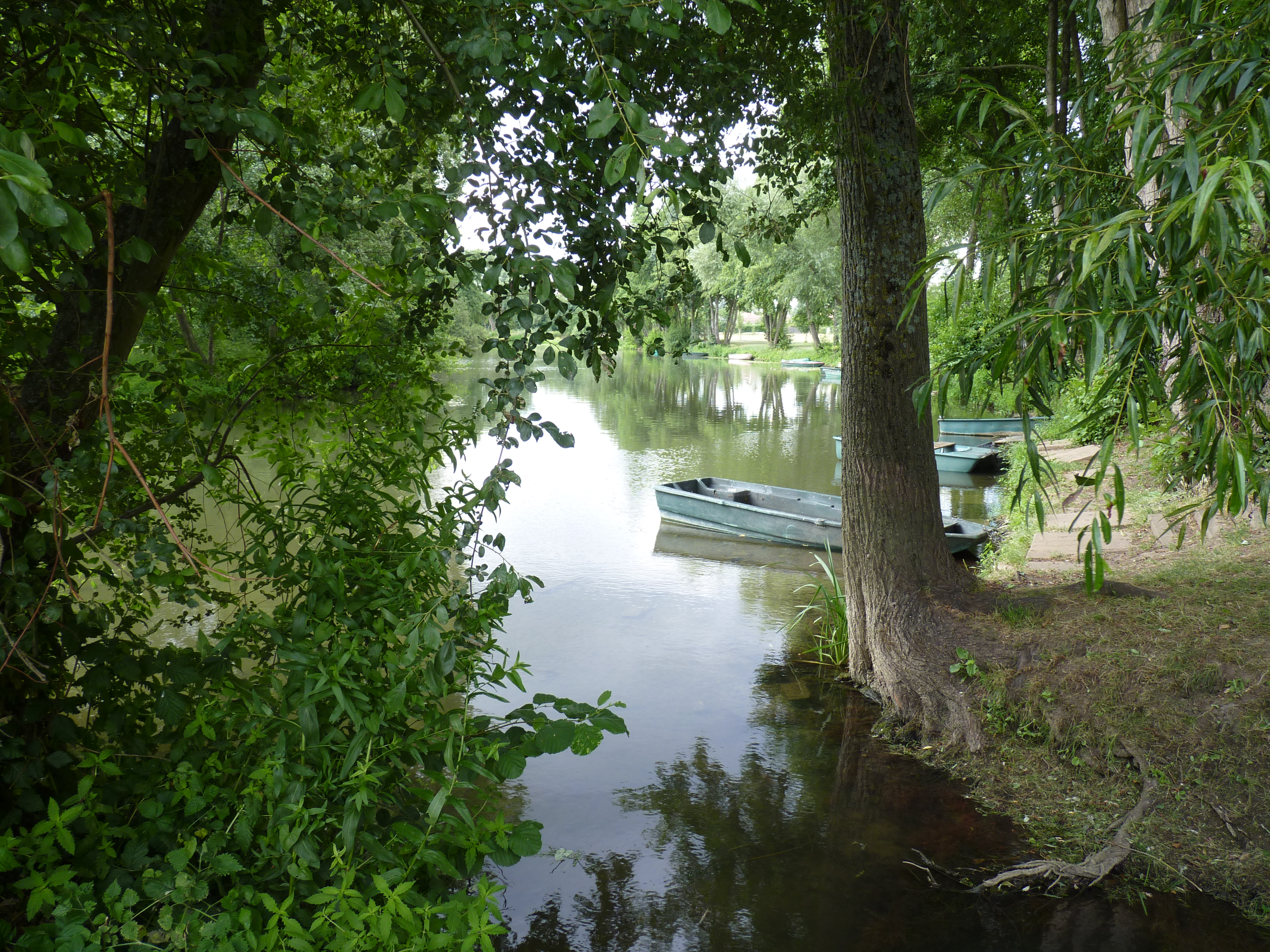
Vue promenade du Domé.

## Activité et manifestations

### Économie
- Un marché bio le jeudi matin sur la place de l'Église.

### Sports
On y trouve un club de tennis, de football et de tennis de table, réunis dans l'ASSP ( Association sportive de Saint-Pavace).

## Personnalités liées à la commune
- Almire-René-Jacques Lepelletier (1790-1880), médecin et maire de Saint-Pavace (1861-1871).